# Cassini (cráter)
Este artículo es sobre el cráter lunar; para el  cráter de Marte, ver Cassini (cráter marciano).
Cassini es un cráter de impacto lunar que está localizado en el Palus Nebularum, en el borde oriental del Mare Imbrium. Al nordeste se encuentra el Promontorium Agassiz, la prolongación al sur de la cordillera de los Montes Alpes. Al sursureste de Cassini está el cráter Theaetetus. Al noroeste aparece la cumbre solitaria del Mons Piton.
El piso de Cassini está inundado de lava, y probablemente puede ser tan viejo como el mare circundante. La superficie está acribillada con multitud de impactos, incluyendo un par de cráteres significativos incluidos por completo dentro del brocal. Cassini A es el más grande de estos dos, y se halla justo al nor-este del centro del cráter. Una cresta montañosa recorre el área interior de este cráter hacia el sur-este. Próximo al lado sur-oeste del brocal de Cassini aparere el cráter Cassini B, más pequeño. 
Las paredes de este cráter son de forma estrecha e irregular, pero están intactas a pesar de la lava que las inunda. Por fuera del brocal del cráter se localiza una muralla exterior irregular y de dimensiones significativas.
Por razones desconocidas, este cráter no aparecía en los mapas tempranos de la Luna. Este cráter no es de origen reciente, por lo que la omisión probablemente sea un error de los confeccionadores de mapas lunares.

## Cráteres satélite
Por convención estos elementos se identifican en los mapas lunares colocando la letra en el lado del punto central del cráter más cercano a Cassini.

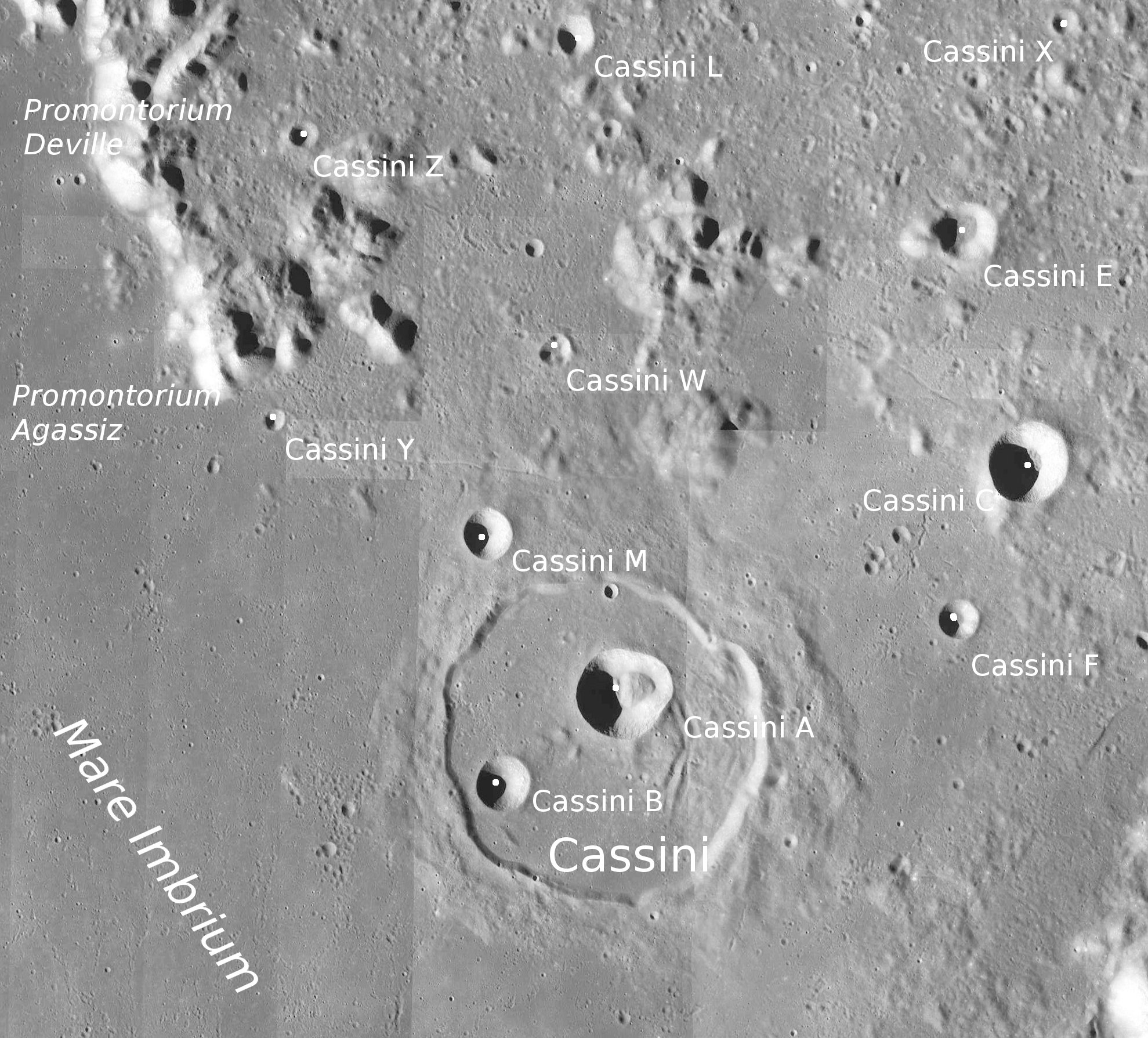
Vista de Cassini y sus cráteres satélite (LROC)

| Cassini | Coordenadas                | Diámetro |
| ------- | -------------------------- | -------- |
| A       | 40°30′N 4°48′E / 40.5, 4.8 | 15 km    |
| B       | 39°54′N 3°54′E / 39.9, 3.9 | 9 km     |
| C       | 41°42′N 7°48′E / 41.7, 7.8 | 14 km    |
| E       | 42°54′N 7°18′E / 42.9, 7.3 | 10 km    |
| F       | 40°54′N 7°18′E / 40.9, 7.3 | 7 km     |
| G       | 44°42′N 5°30′E / 44.7, 5.5 | 5 km     |
| K       | 45°12′N 4°06′E / 45.2, 4.1 | 4 km     |
| L       | 44°00′N 4°30′E / 44.0, 4.5 | 6 km     |
| M       | 41°18′N 3°42′E / 41.3, 3.7 | 8 km     |
| P       | 44°42′N 1°54′E / 44.7, 1.9 | 4 km     |
| W       | 42°18′N 4°18′E / 42.3, 4.3 | 6 km     |
| X       | 43°54′N 7°54′E / 43.9, 7.9 | 4 km     |
| Y       | 41°54′N 2°12′E / 41.9, 2.2 | 3 km     |
| Z       | 43°24′N 2°18′E / 43.4, 2.3 | 4 km     |